# Нафтогазопрояви

Нафтопрояви у Мексиканській затоці

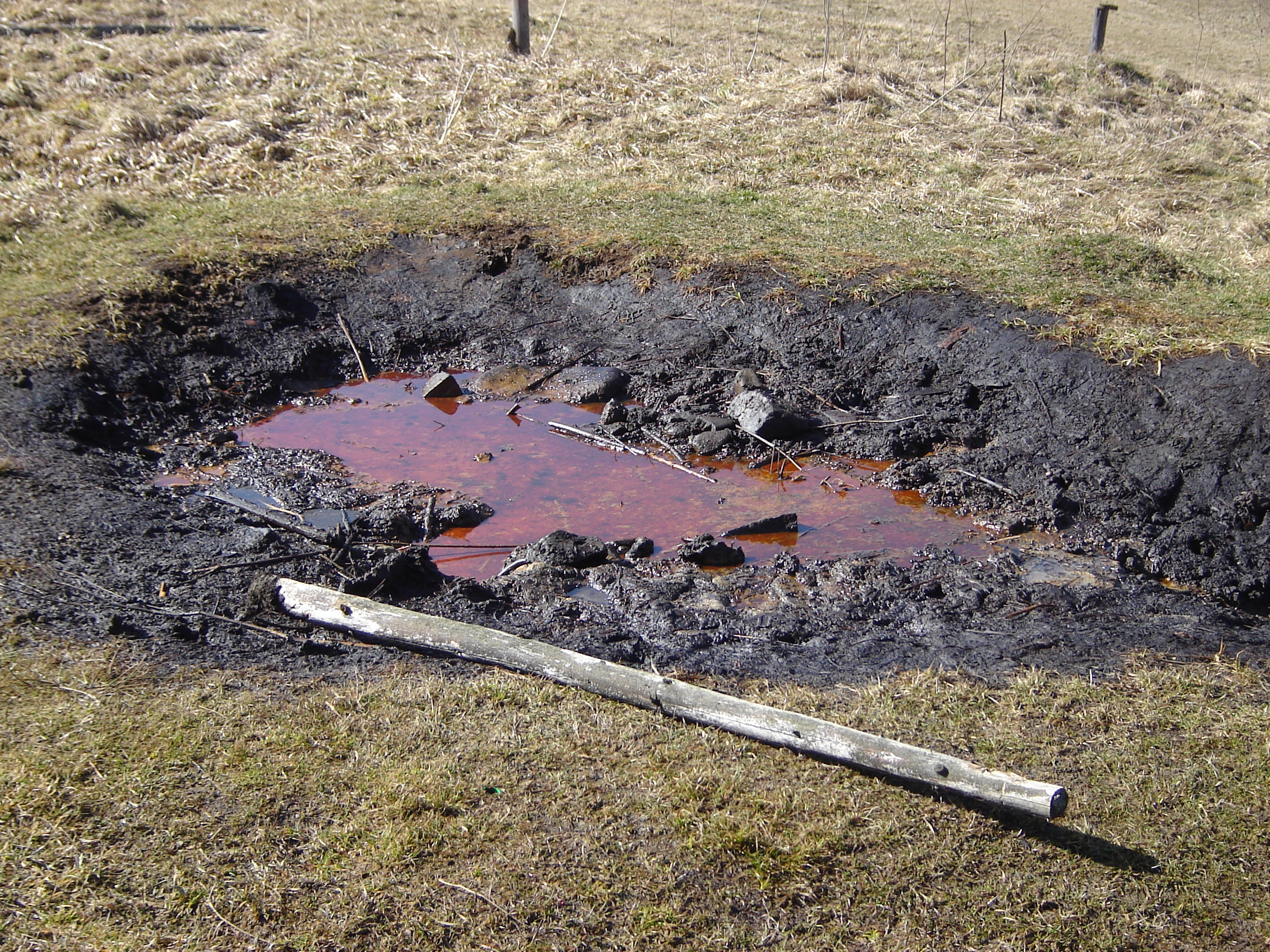
Нафтове джерело. Словаччина.

Нафтогазопрояви (рос. нефтегазопроявления, англ. oil and gas shows; showings of oil and gas; нім. Erdöl- und Erdgas-Austritte m pl, Erdöl- und Erdgasanzeichen n pl) — сліди нафти і продуктів її перетворення, виходи горючого газу, що спостерігаються на поверхні Землі або при бурінні свердловин. Розрізнюють макро- і мікронафтогазопрояви.

## Загальна характеристика
Макропрояви фіксуються візуально, мікропрояви — спец. апаратурою. До поверхневих макропроявів відносять: струмочкові закінчення нафти (звичайно з водою), плівки нафти на поверхні води джерел, озер, боліт; виходи корінних порід, насичених нафтою або в'язкими і твердими бітумами, скупчення різних форм залягання асфальту (озера, «коржики»), озокериту і ін.; виходи горючого газу (грязьові вулкани, сальзи, грифони; відомі також газуючі джерела). Найбільша кількість поверхневих Н. приурочена до передгірських, міжгірських і гірських споруд і відображає процеси руйнування скупчень нафти і газу.
Всі поверхневі прояви нафти і газу приурочені до гірських районів і міжгірських западин. Це пояснюється тим, що в результаті складних горотвірних процесів нафтогазоносні пласти, що залягали раніше на великій глибині, виявилися близько до поверхні або навіть на поверхні землі. Крім того, в гірських породах виникають численні розриви і тріщини, що йдуть на велику глибину. Ними флюїди підіймаються на поверхню.
В Україні макронафтопрояви часто зустрічаються, наприклад, на берегах р. Стрий, а газопрояви — в деяких р-нах Приазов'я. Н. в свердловинах фіксуються за розгазуванням бурового розчину, появою плівок нафти на його поверхні, присутністю в керні порід твердого бітуму або нафти.

## Газопрояви
Найбільш часто зустрічаються виходи природного газу — від ледь помітних бульбашок до потужних фонтанів. На вологому ґрунті і на поверхні води невеликі газові виходи фіксуються по появі на них бульбашок. При фонтанних викидах, коли разом з газом вивергаються вода і гірська порода, на поверхні залишаються грязьові конуси висотою від кількох до сотень метрів. Представниками таких конусів на Апшеронському півострові є грязьові «вулкани» Тоурагай (висота 300 м) і Кянізадаг (490 м). Конуси з бруду, що утворилися при періодичних викидах газу, зустрічаються також на півночі Ірану, в Мексиці, Румунії, США та інших країнах. В Україні відома Булганацька група грязьових вулканів — розташована на Керченському півострові. Продукти виверження вулканів — метан, глиняна брекчія з уламками сидериту та інших порід. Найбільша грязьова сопка Центральне озеро викидає до 100 м³ метану та понад 5000 л грязі за добу.
У Марко Поло зустрічаються згадки про грязьові вулкани, виходи газу і палаючі пагорби (газ, вириваючись назовні, стикається з киснем і загоряється). З цим феноменом були пов'язані релігійні уявлення вогнепоклонників. Так, на околиці селища Сурахани (поблизу Баку) розташований індуїстський храм кінця XVIII століття Атешгях (Місце вогню), де палаючий газ виходить з давніх часів.
Такі «вічні» вогні, котрі набули широкого розповсюдження в Месопотамії, Прикаспії, Персії, Індії, Китаї. Плутарх вказував на роками палаючі світочі поблизу давнього Екбатана (сучасний Хамадан в Ірані), Пліній описував полум'я, що виривається з-під землі, в багатьох місцевостях Сходу, давні китайські автори згадували вогняні колодязі в горах Південно-Західного Сичуаня. Незбагнена природа цих вогнів сприяла сакральним уявленням щодо їхнього походження. Вогнепоклонники (прихильники зороастризму) вшановували їх як божественні прояви, будували поряд з ними свої храми. Особливості цієї релігійної культури пов'язані передусім з Індією (у найдавніших гімнах Рігведи оспівувався бог вогню Агні) та Персією, де шанування вогню, поєднане з поклонінням сонцю, отримало розвиток у вченні Зороастра.

## Нафтопрояви
НАФТОПРОЯВИ, (рос. нефтепроявление; англ. oil show, oil seep, ingress of oil, нім. Erdölanzeichen n, Erdölaustritt m) — природні виходи нафти на поверхню відбуваються з дна водойм, через тріщини в породах, через просочені нафтою конуси (подібні грязьовим) і у вигляді порід, насичених нафтою.
Нафтопрояви в Українських і Польських Карпатах місцеве населення спостерігало з давніх-давен, що позначилося на топонімах, які походять від автохтонної назви нафти — «ропа»: Роп'янка, Ріпне, Ропиця та ін.